# Joseph Houssa
Pour les articles homonymes, voir Houssa.
Joseph Houssa, né le 12 avril 1930 à Hotton et mort le 20 octobre 2019 à Verviers, est un homme politique belge wallon, membre du MR.

## Biographie
Joseph Houssa est assureur, issu d'un milieu d'agriculteurs. Il a déménagé au Congo belge en 1950 pour travailler en tant que gérant puis directeur d'une société frigorifique. Après l'indépendance du Congo, il rentre en Belgique au début des années 1960 et s'installe à Nivezé. Entre 1964 et 1990, il a dirigé la Société Nivezé Prévoyance et la Caisse rurale de Nivezé-Spa.

### Carrière politique
En octobre 1976, Joseph Houssa est élu conseiller municipal de Spa auprès du Parti Réformateur Libéral (Mouvement Réformateur depuis 2002), dont il est bourgmestre de 1982 à 2018. De 1988 à 1995, il a également siégé au Sénat en tant que sénateur élu au suffrage direct, et donc automatiquement membre du Conseil régional wallon et du Conseil de la Communauté française.
De 1995 à 1999, il a ensuite siégé au nom du district de Verviers dans le premier Parlement wallon élu au suffrage direct et au Parlement de la Communauté française. Aux élections de 1999, il n'était plus candidat pour se consacrer pleinement à sa fonction de bourgmestre. En 2012, il a été réélu bourgmestre de Spa à l'âge de 82 ans. Il n'était plus candidat aux élections de 2018.
Malade depuis plusieurs semaines, il est hospitalisé à Verviers où il décède dans la nuit du 19 au 20 octobre 2019.

## Mandats politiques
- Conseiller communal de Spa (1977-2018)
  - Bourgmestre (1983-2018)
- Conseiller provincial de Liège (1977-1981)
- Sénateur (1988-1995), succédant à Jean Gillet
  - Membre du Conseil régional wallon (1988-1995)
- Député wallon (1995-1999)